# Parlamentsvalet i Indien 1991
Parlamentsvalet i Indien 1991 var ett  allmänt val i Indien i maj och juni 1991 (valen i Punjab hölls dock först året därpå) för att utse den tionde Lok Sabhan, landets direktvalda underhus. Lok Sabha hade då 545 ledamöter. Valdeltagandet var 55,71 procent. Inga val kunde hållas i Jammu och Kashmir, på grund av Kashmirkonflikten.

## Mandatfördelning
Först listas partier erkända som National Parties, sedan partier erkända som State Parties och sist icke erkända partier som vunnit mandat. Icke erkända partier som inte vunnit något mandat listas inte.
| Parti                                                   | Förkortning | Andel röster | Mandat |
| ------------------------------------------------------- | ----------- | ------------ | ------ |
| Bharatiya Janata Party                                  | BJP         | 20,04        | 120    |
| Communist Party of India                                | CPI         | 2,48         | 14     |
| Communist Party of India (Marxist)                      | CPI(M)      | 6,14         | 35     |
| Indian Congress (Socialist)                             | IC(S)       | 0,35         | 1      |
| Kongresspartiet                                         | INC         | 35,66        | 244    |
| Janata Dal                                              | JD          | 11,77        | 59     |
| Janata Dal (Secular)                                    | JD          | 0,0          | 0      |
| Janata Party                                            | JP          | 3,34         | 5      |
| Lok Dal                                                 | LD          | 0,06         | 0      |
| All India Anna Dravida Munnetra Kazhagam                | AIADMK      | 1,61         | 11     |
| All India Forward Bloc                                  | AIFB        | 0,41         | 3      |
| Asom Gana Parishad                                      | AGP         | 0,54         | 1      |
| Bahujan Samaj Party                                     | BSP         | 1,8          | 3      |
| Dravida Munnetra Kazhagam                               | DMK         | 2,06         | 0      |
| Indian Union Muslim League                              | MUL         | 0,3          | 2      |
| Jammu & Kashmir Panthers Party                          | JPP         | 0,0          | 0      |
| Jharkhand Mukti Morcha                                  | JMM         | 0,53         | 6      |
| Kerala Congress                                         | KC          | 0,11         | 0      |
| Kerala Congress (Mani)                                  | KC(M)       | 0,14         | 1      |
| Maharashtrawadi Gomantak Party                          | MGP         | 0,02         | 0      |
| Manipur Peoples Party                                   | MPP         | 0,06         | 1      |
| Mizo National Front                                     | MNF         | 0,03         | 0      |
| Natun Asom Gana Parishad                                | NAGP        | 0,18         | 0      |
| Nagaland Peoples Council                                | NPC         | 0,12         | 1      |
| Nagaland Peoples Party                                  | NPP         | 0,0          | 0      |
| Pattali Makkal Katchi                                   | PMK         | 0,46         | 0      |
| Plains Tribals Council of Assam                         | PTCA        | 0,3          | 0      |
| Pondicheryy Mannila Makkal Munnani                      | PMMM        | 0,0          | 0      |
| Peasants and Workers Party of India                     | PWPI        | 0,11         | 0      |
| Revolutionary Socialist Party                           | RSP         | 0,63         | 5      |
| Shiromani Akali Dal                                     | SAD         | 0,3          | 0      |
| Shiromani Akali Dal (Simranjit Singh Mann)              | SAD(M)      | 0,3          | 0      |
| Shiv Sena                                               | SS          | 0,79         | 4      |
| Sikkim Sangram Parishad                                 | SSP         | 0,04         | 1      |
| Telugu Desam Party                                      | TDP         | 2,96         | 13     |
| United Minorities Front Assam                           | UMFA        | 0,07         | 1      |
| All India Majlis-e-Ittehadul Muslimen                   | AIMIM       | 0,16         | 1      |
| Autonomous State Demand Committee                       | ASDC        | 0,5          | 1      |
| Haryana Vikas Party                                     | HVP         | 0,12         | 1      |
| Janata Dal (Gujarat)                                    | JD(G)       | 0,5          | 1      |
| Oberoende                                               | -           | 4,01         | 1      |
| Utsedda av presidenten för den angloindiska minoriteten | -           | -            | 2      |
|                                                         |             |              | 534    |